# Mateusz Dajnowski
Mateusz Dajnowski (ur. 27 marca 1994) – polski lekkoatleta uprawiający biegi długodystansowe, specjalizujący się w biegu 6-godzinnym i biegu na 100 km.

## Życiorys
W 2024 roku podczas Mistrzostw Polski w biegu 6-godzinnym w Warszawie zdobył srebrny medal z wynikiem 85,360 km.
W 2025 roku podczas Mistrzostw Polski w biegu 6-godzinnym w Warszawie zdobył brązowy medal z wynikiem 85,695 km.

## Osiągnięcia
| Rok  | Impreza                                   | Miejsce   | Konkurencja   | Pozycja     | Wynik    |
| ---- | ----------------------------------------- | --------- | ------------- | ----------- | -------- |
| 2024 | Mistrzostwa Świata w biegu na 100 km 2024 | Bengaluru | indywidualnie | 48. miejsce | 8:22:33  |
| 2024 | Mistrzostwa Świata w biegu na 100 km 2024 | Bengaluru | drużynowo     | 6. miejsce  | 23:05:37 |